# Aeroportul Tokoroa
Aeroportul Tokoroa (IATA: TKZ, ICAO: NZTO) este un aeroport din Tokoroa⁠(d), South Waikato District⁠(d), Waikato⁠(d), Noua Zeelandă.
Situat la o altitudine de 372 m, aeroportul dispune de o singură pistă. Este operat de South Waikato District⁠(d).